# میشل ایبیشر
میشل ایبیشر (انگلیسی: Michel Aebischer؛ زادهٔ ۶ ژانویهٔ ۱۹۹۷) بازیکن فوتبال اهل سوئیس است.
از باشگاه‌هایی که در آن بازی کرده‌است می‌توان به باشگاه ورزشی یانگ بویز برن اشاره کرد.
وی همچنین در تیم‌های ملی فوتبال زیر ۱۶ سال سوئیس، زیر ۲۰ سال سوئیس، زیر ۲۱ سال سوئیس و بزرگسالان سوئیس بازی کرده‌است.

## دوران باشگاهی
ایبیشر بازیکن جوانان یانگ بویز بود. او اولین بازی خود در سوپر لیگ فوتبال سوئیس را در ۱۰ سپتامبر ۲۰۱۶ مقابل باشگاه فوتبال لوتسرن انجام داد.
او بخشی از تیم یانگ بویز بود که در فصل ۲۰۱۷-۲۰۱۸ بعد از ۳۲ سال قهرمان سوپر لیگ سوئیس شد.
در ۲۵ ژانویه ۲۰۲۲ با یک قرارداد قرضی با بند خرید دائمی به بولونیای ایتالیا پیوست.

## دوران ملی
ایبیشر اولین بازی خود را برای تیم ملی فوتبال سوئیس در ۱۸ نوامبر ۲۰۱۹ در مقدماتی یورو ۲۰۲۰ مقابل تیم ملی فوتبال جبل‌الطارق انجام داد. او در دقیقه ۸۵ به جای روبن وارگاس وارد میدان شد.